# Eduard von Liebert

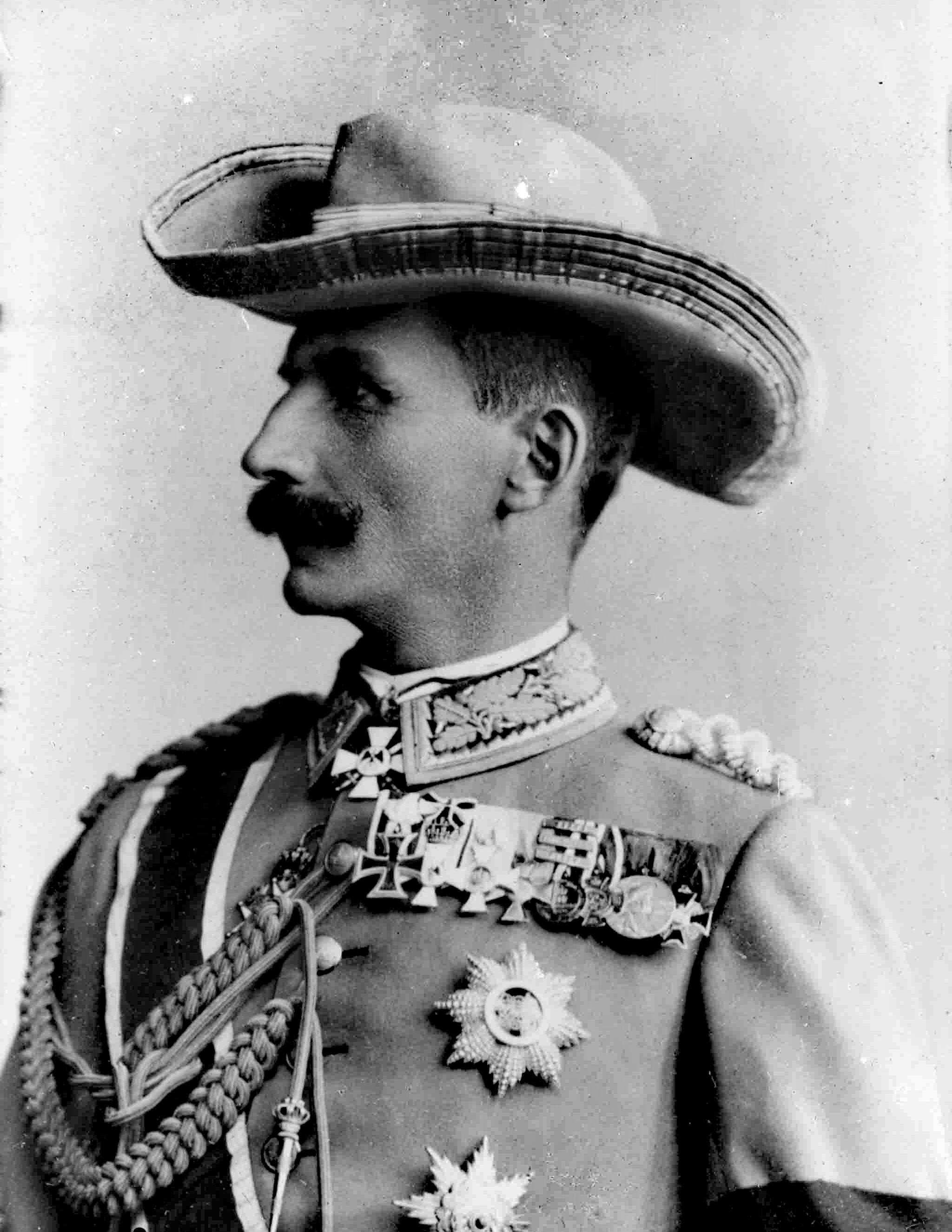
General
Eduard von Liebert

Eduard Wilhelm Hans von Liebert (Rendsburg, 16 de Abril de 1850 — Tscheidt, Alta Silésia, 14 de Novembro de 1934) foi um político, general-de-infantaria, escritor militar do Reino da Prússia e governador da África Oriental Alemã.

## Obras
- Deutschland Heldenzeit 1870/71: Schlachtschilderungen (1914)
- Feldmarschall Neithardt von Gneisenau: Ein Lebensbild (1914)
- Generalfeldmarschall Graf Hellmuth von Moltke: Eine Lebensskizze (1914)
- Aus einem bewegten Leben: Erinnerungen (1925)